# Nurzańcowate
Nurzańcowate (Pelodytidae) – monotypowa rodzina płazów z rzędu płazów bezogonowych (Anura). Dawniej zaliczane przez niektórych autorów do grzebiuszkowatych.

## Zasięg występowania
Rodzina obejmuje gatunki występujące w południowo-zachodniej Europie i na Kaukazie.

## Opis
Nurzańcowate to małe płazy (do 5,5 cm). Żyją w pobliżu wody, ale wchodzą do niej tylko w okresie rozmnażania. Zjadają małe bezkręgowce. Kręg krzyżowy jest wolny i łączy się z urostylem 2 kłykciami, na podeszwach tylnych kończyn brak modzeli.

## Systematyka

### Etymologia
- Pelodytes: gr. πηλος pēlos „glina, błoto”[11]; δυτης dutēs „nurek”, od δυω duō „zanurzać się”[12].
- Pelodytopsis: rodzaj Pelodytes Bonaparte, 1838; οψις opsis, οψεως opseōs „wygląd, oblicze”[13]. Gatunek typowy: Pelodytes caucasicus Boulenger, 1896.

### Podział systematyczny
Do rodziny należy jeden rodzaj Pelodytes Bonaparte, 1838 z następującymi gatunkami:
- Pelodytes atlanticus Díaz-Rodríguez, Gehara, Márquez, Vences, Gonçalves, Sequeira, Martínez-Solano & Tejedo, 2017
- Pelodytes caucasicus Boulenger, 1896 – nurzaniec kaukaski
- Pelodytes hespericus  Díaz-Rodríguez, Gehara, Márquez, Vences, Gonçalves, Sequeira, Martínez-Solano & Tejedo, 2017
- Pelodytes ibericus Sánchez-Herraíz, Barbadillo-Escrivá, Machordom & Sanchíz, 2000 – nurzaniec iberyjski
- Pelodytes punctatus (Daudin, 1802) – nurzaniec błotny[8]